# Han-Gräber in Mancheng

Changxin-Palast-Lampe (Chángxìn gōng dēng 长信宫灯)

Die Han-Gräber in Mancheng (chinesisch 满城汉墓, Pinyin Mǎnchéng Hànmù) sind die Gräber des Prinzen Jing von Zhongshan (Liu Sheng) und seiner Frau Dou Wan (窦绾,  Dòu Wǎn) aus der Zeit der Westlichen Han-Dynastie. Sie befinden sich in Mancheng in der chinesischen Provinz Hebei im Lingshan („Grabhügelberg“) und wurden 1968 ausgegraben.

## Die Gräber
Die beiden Gräber sind in den Fels gehauen, in ihrer Struktur sind sie im Wesentlichen ähnlich. Ausgegraben wurden Objekte aus Bronze, Eisen, Gold und Silber, Jade, sowie Töpferwaren, Lackwaren, Seidengewebe, Akupunkturnadeln und viele weitere Grabbeigaben.
Von sehr hohem künstlerischen Niveau sind die „Lampe aus dem Changxin-Palast“ (die eine kniende Dienerin mit einer Öllampe in der Hand darstellt), das „mit Gold tauschierte Boshan-Räuchergefäß“ (einem Berg mit Bäumen, Tieren und Jägern inmitten eines weiten Meeres nachgebildet) und „der mit Gold und Silber tauschierte und mit „Vogelschrift“ versehene Halstopf (Typ hu)“ (dessen Zierschrift südlichen Einfluss verrät).
Eine Besonderheit sind zwei vollständig erhaltene Totengewänder aus mit Goldfäden vernähten Jadeplättchen, wie man sie zuvor noch nicht gesehen hatte.
In Dou Wans Grab befand sich ein Lacksarg mit Jadeintarsien, eine Einlegearbeit, wie sie in China zum ersten Mal entdeckt wurde.
Die beiden Gräber werden ungefähr auf das Ende des zweiten vorchristlichen Jahrhunderts datiert, Liu Sheng starb im 4. Jahr der Ära Yuanding (113 v. Chr.) des Wudi, Dou Wan etwas später. Die Ausgrabungen der Han-Gräber von Mancheng liefern wichtiges Material für die Erforschung von Handwerk und Kunsthandwerk der Han-Zeit.
Unter dem Namen Grab des Prinzen Jing von Zhongshan (Zhongshan Jing wang mu; engl. Tomb of Prince Jing of Zhongshan) steht die Stätte seit 1988 auf der Liste der Denkmäler der Volksrepublik China (3–235).

## Verschiedene Bezeichnungen
Die Stätte ist unter verschiedenen Namen bekannt, als Grab des Prinzen Jing von Zhongshan, Han-Gräber in Mancheng und Gräber des Prinzen Jing von Zhongshan, Liu Sheng, und seiner Frau aus der Zeit der Westlichen Han-Dynastie.

## Einzelne Objekte
- Chángxìn gōngdēng 长信宫灯
- Cuòjīnyín niǎozhuànwén hú 错金银鸟篆文壶
- Cuòjīn bóshān lú 错金博山炉
- Niǎozhuàn wénhú 鸟篆纹壶